# 실폐체
체론과 모형 이론에서 실폐체(實閉體, 영어: real closed field)는 실수체와 기본 동치인 체이다.

## 정의
체 {\displaystyle K}에 대하여 다음 조건들이 서로 동치이며, 이를 만족시키는 체를 실폐체라고 한다.
- {\displaystyle K}의 1차 논리 언어 {\displaystyle (K,+,-,0,\cdot ,1)}는 실수체 {\displaystyle \mathbb {R} }의 1차 논리 언어 {\displaystyle (\mathbb {R} ,+,-,0,\cdot ,1)}과 기본 동치이다.
- 모든 홀수 차수 다항식은 적어도 하나의 근을 가지며, 또한 {\displaystyle K} 위에 다음 두 조건을 만족시키는 전순서 {\displaystyle \leq }가 존재한다.
  - {\displaystyle (K,\leq )}는 순서체를 이룬다.
  - 모든 양의 원소는 제곱수이다. 즉, {\displaystyle \forall a\in K\colon \left(a>0\implies \exists b\in K\colon a=b^{2}\right)}이다.
- {\displaystyle K} 위에 다음 조건을 만족시키는 전순서 {\displaystyle \leq }가 존재한다.
  - {\displaystyle (K,\leq )}는 순서체를 이룬다.
  - {\displaystyle \leq }는 대수적 확대에 대하여 확대될 수 없다. 즉, {\displaystyle K}의 임의의 대수적 확대 {\displaystyle L/K}에 대하여, 만약 {\displaystyle [L:K]>1}이며, {\displaystyle L}에 전순서 {\displaystyle \leq _{L}}를 부여하여 {\displaystyle (L,\leq _{L})}이 순서체를 이룬다면, {\displaystyle \leq _{L}|_{K\times K}\neq \leq }이다.
- {\displaystyle K} 위에 다음 조건을 만족시키는 전순서 {\displaystyle \leq }가 존재한다.
  - {\displaystyle (K,\leq )}는 순서체를 이룬다.
  - 모든 다항식에 대하여 중간값 정리가 성립한다. 즉, 임의의 {\displaystyle p\in K[x]} 및 임의의 {\displaystyle a,b\in K} 및 임의의 {\displaystyle {\tilde {c}}\in K}에 대하여, 만약 {\displaystyle a\leq b}이며 {\displaystyle f(a)\leq {\tilde {c}}\leq f(b)}라면, {\displaystyle f(c)={\tilde {c}}}이자 {\displaystyle a\leq c\leq b}인 {\displaystyle c\in K}가 존재한다.
- {\displaystyle K}는 대수적으로 닫힌 체가 아니며, 또한 {\displaystyle {\bar {K}}/K}는 유한 확대이다.
- {\displaystyle K}는 대수적으로 닫힌 체가 아니며, 확대체 {\displaystyle K({\sqrt {-1}})}은 대수적으로 닫힌 체이다.
- {\displaystyle K}는 스스로의 대수적 폐포 속에서 극대 형식적 실체(영어: formally real field)이다. 즉, {\displaystyle K}는 형식적 실체이며, 임의의 대수적 확대 {\displaystyle L/K}에 대하여 {\displaystyle [L:K]>1}이라면, {\displaystyle L}은 형식적 실체가 아니다.

실폐체 {\displaystyle K} 위에는 다음과 같이 표준적인 전순서를 주어 순서체로 만들 수 있다.
{\displaystyle a\leq b\iff \exists c\in K\colon a+c^{2}=b}

## 성질
아르틴-슈라이어 정리(영어: Artin–Schreier theorem)에 따르면, 임의의 순서체 {\displaystyle (K,\leq )} 및 그 대수적 폐포 {\displaystyle {\bar {K}}}에 대하여, 다음 조건을 만족시키는 중간체 {\displaystyle K\leq K^{\operatorname {re} }\leq {\bar {K}}}가 존재한다.
- {\displaystyle K^{\operatorname {re} }}는 실폐체이다.
- {\displaystyle K^{\operatorname {re} }} 위의 표준적 전순서 {\displaystyle \leq _{K^{\operatorname {re} }}}를 {\displaystyle K}에 제한하면, 이는 {\displaystyle \leq }와 같다.

이 경우 {\displaystyle K^{\operatorname {re} }}를 {\displaystyle K}의 실폐포(實閉包, 영어: real closure)라고 한다.

## 예
다음과 같은 체들은 실폐체를 이룬다.
- 실수인 대수적 수들의 체 {\displaystyle {\bar {\mathbb {Q} }}\cap \mathbb {R} }
- 계산 가능한 수의 체
- 정의 가능한 수의 체
- 실수체 {\displaystyle \mathbb {R} }
- 모든 초실수체
- 실수 계수의 퓌죄 급수들의 체 {\displaystyle \mathbb {R} ((x,x^{1/2},x^{1/3},x^{1/4},\dots ))}

## 참고 문헌
- Rajwade, A. R. (1993). 《Squares》. London Mathematical Society Lecture Note Series (영어) 171. Cambridge University Press. ISBN 0-521-42668-5. Zbl 0785.11022.